# Stara Wola (Piekoszów)
Stara Wola – część miasta Piekoszów, położonego w Polsce, w województwie świętokrzyskim, w powiecie kieleckim. Stara Wola znajduje się w północnej części Piekoszowa, wzdłuż ulicy o tej samej nazwie.
Do 1 stycznia 2023 Stara Wola była przysiółkiem wsi Piekoszów. W latach 1975–1998 miejscowość administracyjnie należała do województwa kieleckiego.